# Matthew Gee
Matthew Gee (Houston, 25 november 1925 - New York, 18 juli 1979) was een Amerikaanse bebop-trombonist en parttime acteur.
Gee speelde als kind trompet en bariton, maar stapte over op trombone toen hij elf jaar was. Invloedsbronnen waren de trombonisten  Trummy Young en J.J. Johnson. 
Hij studeerde aan Alabama State University en speelde daarna met Erskine Hawkins (tot 1946). Na zijn legertijd werkte hij met Dizzy Gillespie (1946 en 1949) en Joe Morris (1947-1948). In 1950 werd hij lid van de band van Gene Ammons en Sonny Stitt en in 1951 was hij actief bij Coleman Hawkins, in 1952 bij Count Basie en vanaf eind 1952 enkele jaren bij Illinois Jacquet. In 1954 speelde hij in een sextet met Lou Donaldson. Daarna begeleidde hij Sarah Vaughan (1956) en een jaar later speelde hij opnieuw met Gillespie. In 1956 nam hij voor Riverside Records een album onder eigen naam op, zijn enige. Hier werd hij onder meer begeleid door Kenny Dorham, Frank Foster en Art Taylor. Van 1959 tot 1963 werkte hij met tussenpozen in het orkest van Duke Ellington. De enige Ellington-plaat waaraan hij meewerkte was "Blues in Orbit". Later in de jaren zestig speelde hij in kleine groepen (onder meer met Paul Quinichette) en in bigbands van Sonny Stitt en Johnny Griffin. Hierna raakte Gee een beetje in de vergetelheid, maar hij trad nog wel op in jazzclubs.

## Discografie
- Jazz By Gee, Riverside, 1956
- Soul Groove (met Johnny Griffin), Atlantic, 1963